# فضاء ذري

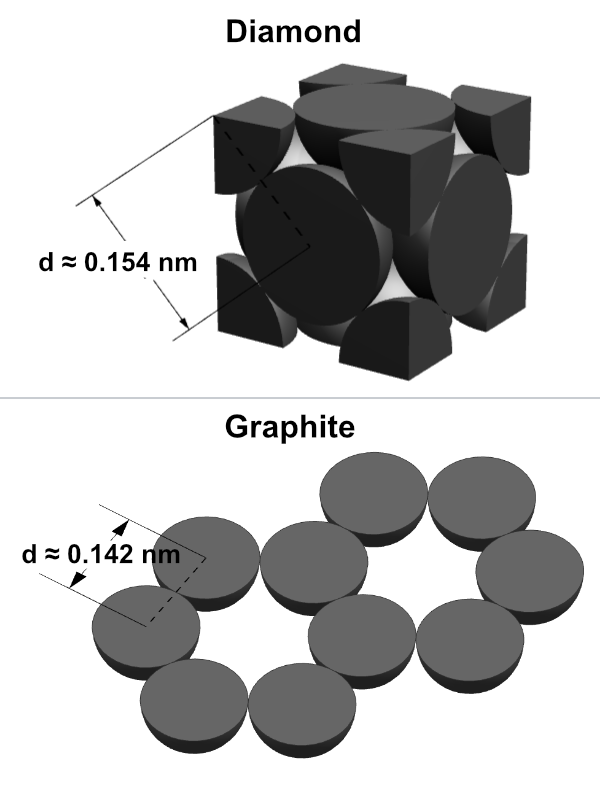

فضاء ذري(بالإنجليزي: Atomic spacing) يقصد به المسافة بين نوى الذرات في المادة، وهو ذو حجم كبير بالنسبة للذرة، ويمكن قياسه بتمرير موجات كهرومغناطيسية معلومة التردد عبر المادة وكذلك باستخدام قوانين الحيود .
يمكن حساب تردد الموجات الكهرومغناطيسية من القانون التالي :
{\displaystyle E={\frac {hc}{\lambda }}}
وبإعادة الترتيب
{\displaystyle \lambda ={\frac {hc}{E}}}
حيث أن
Λ تردد
{\displaystyle h} ثابت بلانك ويساوي (6.626068 × 10−34 متر2.كغم/ثانية)
{\displaystyle c} سرعة الضوء في الفراغ وتساوي (299,792,458 متر/ثانية)
{\displaystyle E} طاقة الفوتون